# ایزیری ۷۵۵۸
استاندارد ISIRI 7558 استاندارد ملی ایران برای تأیید نوع (Type Approval) موتورگازی و موتورسیکلت و روش اجرائی آن می‌باشد.

## تاریخچه و روند تدوین
این استاندارد در یکصد و چهلمین جلسه کمیته ملی استاندارد خودرو و نیرو محرکه موسسه استاندارد و تحقیقات صنعتی ایران متشکل از نمایندگان صنف موتورسیکلت، وزارت صنایع و معادن و سازمان ملی استاندارد ایران مورد تائید قرار گرفت و در سال ۱۳۸۳ برای اولین بار به چاپ رسید.